# Довженко Тетяна Павлівна
Тетяна Павлівна Довженко (нар. 22 сісня 2002, Донецьк) — українська гімнастка.

## Кар'єра
Займатися художньою гімнастикою почала у школі олімпійського резерву №3 в м. Донецьк, Україна у групі Бахтіярової Світлани Віталіївни . У збірній України - з 2015 року 

### 2018
- Чемпіонат Європи. Гвадалахара. Команда
- Чемпіонат Європи. Гвадалахара. Вправа з 5 булавами [3]
- Чемпіонат світу. Софія. Вправа з 3 м'ячами та 2 скакалками  [4]

### 2019
- ІІ Європейські ігри. Мінськ. Вправа з 3 обручами та 4 булавами [5]

## Результати на турнірах
| Рік  | Змагання              | Команда | ГП | 5 м'ячів | 3 обручі+4 булави |
| ---- | --------------------- | ------- | -- | -------- | ----------------- |
| 2021 | Кубок України. Дніпро |         | 1  | 1        | 1                 |

## Державні нагороди
- Орден княгині Ольги III ст. (15 липня 2019) — за досягнення високих спортивних результатів на ІІ Європейських іграх 2019 в Мінську(Республіка Білорусь), виявлені самовідданість та волю до перемоги, піднесення міжнародного авторитету України[7]